# 管控功能
管控功能、執行功能（英文：Executive functions）是一个心理学中理论上的认知系统，用来管理和控制工作记忆，注意力，决策， 抽象思考等其他认知过程。管控功能有时也被称为执行功能。由包括前扣带皮层，脑前额叶外皮的大脑区域处理。

## 与冲动性的关系
管控功能可以抑制一般冲动性的行为。